# Pniewy (ville)
Pour les articles homonymes, voir Pniewy.
Pniewy (prononciation : [ˈpɲevɨ], en allemand : Pinne) est une ville de la Voïvodie de Grande-Pologne et du powiat de Szamotuły.
Elle est située à environ 24 kilomètres au sud-ouest de Szamotuły et à environ 46 kilomètres à l'ouest de Poznań, capitale de la voïvodie de Grande-Pologne.
Elle est le siège administratif de la gmina de Pniewy.
Elle s'étend sur 9,32 km2.

## Géographie

Plan de la ville.

La ville de Pniewy est située à l'ouest de la voïvodie de Grande-Pologne, à proximité de la voïvodie de Lubusz. La Warta (affluent de l'Oder), passe à une trentaine de kilomètres au nord. Pniewy est tout de même bordée par un lac d'une superficie d'environ 60 hectares.
La ville est localisée à environ 46 km à l'ouest de Poznań, la capitale régionale.

## Histoire
Pniewy a été fondée en 1256. À partir de 1818, la ville appartient à l'arrondissement de Samter dans le grand-duché de Posen puis de la province de Posnanie.
De 1975 à 1998, la ville faisait partie du territoire de la voïvodie de Poznań. Depuis 1999, la ville fait partie du territoire de la voïvodie de Grande-Pologne.

## Monuments

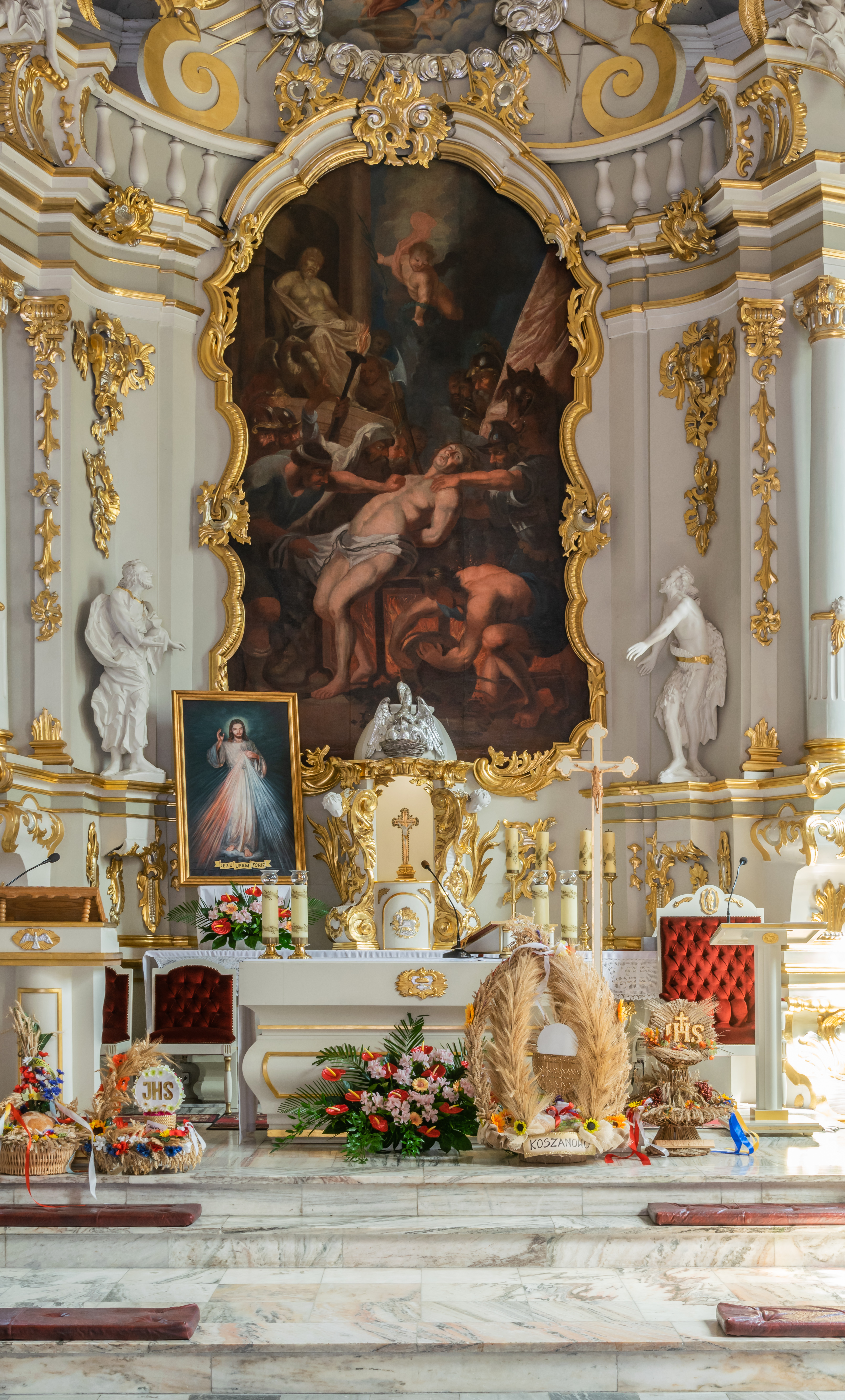
Chœur de l'église Saint-Laurent à Pniewy. Aout 2019.

- l'église Saint-Laurent, datant du XVe siècle ;
- l'église Saint-Jean-Baptiste, construite au XIXe siècle.

## Voies de communication
La ville est traversée par les routes nationales 24 (pl) (qui rejoint Skwierzyna à Pniewy) et 92 (pl) (qui rejoint Świecko (frontière allemande) à Mińsk Mazowiecki), et par la route voïvodale 187 (pl) (qui rejoint Murowana Goślina à Pniewy).

## Personnalités liées à la ville
- Christian Julius von Massenbach (1832-1904), homme politique prussien.

## Jumelages
- Halluin, France
- Radków, Pologne
- Lübbenau, Allemagne
- Alphen-Chaam, Pays-Bas